# Mamma (Futurama)
Mamma (Mom) è un personaggio immaginario presente nella serie animata statunitense Futurama. Nell'edizione originale è doppiata da Tress MacNeille, mentre in Italia viene doppiata da Serena Verdirosi nelle prime sette stagioni e da Valeria Perilli nell'ottava. Nella serie viene chiamata Mamma, perché è la madre di una industria che fabbrica robot, ma in realtà il vero nome di Mamma è Carol Miller. Ha tre figli: Walt, Larry e Igner.

## Biografia
Mamma è la proprietaria della ditta Robot Amichevoli di Mamma, spesso chiamata anche Robot Company. Nel 3000 è conosciuta come la donna più ricca del mondo. Durante le sue apparizioni tra il pubblico per pubblicizzare un prodotto, appare come un'anziana donna dolce, generosa, graziosa e altruista, ma in realtà è una donna malvagia, prepotente, egoista e avara. Si tratta di una persona ossessionata dal denaro e dalla fama della sua industria di robot. Quando è in pubblico indossa una specie di corazza che la fa sembrare come una dolce vecchietta vestita con un grembiule, ma dopo essersela tolta si nota che indossa sempre una tuta blu e degli stivali neri. Mamma ha i capelli bianchi raccolti in una chioma ed ha un fisico molto sottile. Ha l'abitudine di fumare sempre una sigaretta quando è frustrata.
Mamma possiede il 99,7% delle industrie di robot. Le sue industrie oltre a fabbricare robot, vendono olio per macchine e altri accessori per robot, vendono carburante e materia oscura e aggeggi tecnologici come i nuovi eyePhone. Nell'episodio Il giorno della Mamma, si scopre che le è stato dedicato un giorno, chiamato per l'appunto il giorno della Mamma nel quale tutti i robot costruiti dalle catene di montaggio di Mamma le fanno dei regali. Sempre in questo episodio, Mamma racconta che settant'anni prima aveva avuto una relazione con Hubert Farnsworth che lavorava nella sua ditta, ma un giorno fabbricò un giocattolo che a Mamma non piaceva e i due si sono lasciati. Dopo essersi rincontrati dopo settant'anni e aver fatto sesso, sono diventati nemici. Queste amarezze e cattiverie di Mamma sono dovute soprattutto alla relazione troncata con Farnsworth. Sempre in questo episodio si scopre che Mamma possiede un telecomando con il quale può comandare tutti i robot tramite la loro antenna.
Nell'episodio Crimini del caldo il professore, quando lavorava ancora per Mamma, racconta che lei voleva dei robot che fossero sportivi anche se inquinavano perché le importava solo delle vendite e per questo causò il surriscaldamento globale. Nel film Futurama - Il gioco di Bender, viene raccontato che fu proprio lei a far collassare il pianeta Vergon 6 (episodio L'amore perduto nello spazio) dove abitava Mordicchio per estrarre la materia oscura, che alla fine del film viene resa inutilizzabile. Inoltre, sempre nel film si scopre che era stata sposata con Ogden Wernstrom prima di avere la sua relazione con Farnsworth e che tornò con il suo ex-marito dopo aver licenziato il professore. Nell'episodio: la frebbe dello yeti si scopre che anni addietro John A. Zoidberg era un suo fedele medico che lavorava per lei. Mamma nutre verso l'impacciato medico della ditta di consegne di Hubert Farnsworth, una profonda stima e rispetto. Infatti benché tratti male e disprezzi tutti quelli che ha intorno, solo con Zoidberg si mostra gentile e cortese. Benché tutti quanti lo chiamino Zoidberg, Mamma è l'unica che lo chiama col suo nome "John". Mamma è dispiaciuta che Zoidberg se ne sia andato dalla sua compagnia, asserendo che se fosse rimasto con lei, sarebbe diventato famoso e estremamente ricco, ma Zoidberg scelse tuttavia di andarsene rinunciando alla fama per salvare il professore in quanto gli salvò la vita durante una missione.

### Figli di Mamma
Mamma, oltre all'industria di robot, possiede tre figli: Walt, Larry e Igner. I primi due hanno circa trent'anni, mentre Igner, l'ultimo nato, è più giovane. Loro possiedono lo 0,1% della ditta Robot Amichevoli di Mamma. Vengono continuamente maltrattati e presi a schiaffi dalla madre e sono vestiti con un'uniforme identica tra loro. Il loro compito è assistere Mamma ed aiutarla nelle azioni malvagie, come rubare oggetti di valore.

#### Walt
Walt è il figlio primogenito di Mamma è nato da Ogden Wernstrom. È il figlio più intelligente e furbo, nonché, probabilmente per questo motivo, il meno odiato da Mamma. Spesso schiaffeggia i suoi fratelli al posto di sua madre. Walt è il figlio che, secondo Mamma, erediterà l'industria di robot, ed è il più alto tra i tre. Ha un atteggiamento crudele verso i suoi fratelli mentre è rispettoso verso sua madre. Doppiatore originale: Maurice LaMarche. Doppiatori italiani: Roberto Gammino (st. 1-4, 6), Oreste Baldini (st. 5) e Fausto Jacopo Tognini (st. 8+).

#### Larry
Larry è il figlio secondogenito avuto sempre con Wernstrom. È una persona non molto sveglia e chiede spesso a sua madre cose senza senso venendo insultato e preso a schiaffi da Walt e ovviamente anche dalla madre. Cerca di seguire l'esempio di Walt, non riuscendoci però. A differenza di Walt e Igner, Larry è biondo. Doppiatore originale: David Herman. Doppiatori italiani: David Chevalier (st. 1-4, 6) e Simone Crisari (st. 5, 8+).

#### Igner
Igner è l'ultimo nato tra i figli di Mamma. Igner è il più stupido tra i suoi due fratellastri, è ignorante ed ha sempre un'aria da idiota. È il più sfortunato perché viene ignorato e schiaffeggiato da tutti, soprattutto da Walt e Larry. Ha i capelli rossi e gli occhi strabici. Nel film Futurama - Il gioco di Bender Igner scopre che il suo vero padre in realtà è il professor Farnsworth. Dopo che gli altri due figli erano nati, Mamma e il Prof. hanno una relazione e nasce Igner. Igner ha l'abitudine di dire cose senza senso, ma per la maggior parte del tempo resta sempre muto. Non è per niente malvagio come Mamma, come dimostra durante il terzo lungometraggio della serie aiutando il professor Farnsworth a scappare da lei. Doppiatore originale: John DiMaggio. Doppiatori italiani: Corrado Conforti (st. 1) e Roberto Certomà (ricorrente st. 2+).